# 4141 Nintanlena
4141 Nintanlena este un asteroid din centura principală, descoperit pe 8 august 1978 de Nikolai Cernîh.